# Rogeria minima
Rogeria minima é uma espécie de formiga do gênero Rogeria, pertencente à subfamília Myrmicinae.